# Кім Чхевон
Кім Чхевон (кор. 김채원, англ. Kim Chae-won, нар. 1 серпня 2000) — південнокорейська співачка та учасниця південнокорейського гурту Le Sserafim, колишня учасниця IZ*ONE.
Посіла 10 місце на шоу на виживання Produce 48, та дебютувала в тимчасовому гурті IZ*ONE. Після розформування гурту у 2021 році ходили чутки що вона покинула свою компанію Woollim Entertainment та приєдналась до Source Music Entertainment, дочірнього лейбла HYBE для дебюту їхнього нового гурту.

## Дискографія

### Сингли
| Назва                                                  | Рік  | Альбом            |
| ------------------------------------------------------ | ---- | ----------------- |
| «Spruce» (Tori Kelly featuring Kim Chae-won)           | 2024 | Tori              |
| «Butterflies» (Jvke featuring Taehyun and Kim Chaewon) | 2025 | Сингл без альбому |

### Авторство пісень
Дані взяті з офіційної бази даних Korea Music Copyright Association, якщо не зазначено інше.
| Назва                                                 | Рік  | Виконавець  | Альбом              | Композитор | Автор тексту | Прим. |
| ----------------------------------------------------- | ---- | ----------- | ------------------- | ---------- | ------------ | ----- |
| «With*One»                                            | 2020 | Iz*One      | Oneiric Diary       | Так        | Ні           | [ 3 ] |
| «Slow Journey» (느린여행)                             | 2020 | Iz*One      | One-reeler / Act IV | Так        | Так          | —     |
| «Blue Flame»                                          | 2022 | Le Sserafim | Fearless            | Так        | Так          | —     |
| «Fearnot (Between You, Me and the Lamppost)» (피어나) | 2023 | Le Sserafim | Unforgiven          | Так        | Ні           | —     |
| «Swan Song»                                           | 2024 | Le Sserafim | Easy                | Так        | Так          | —     |
| «So Cynical (Badum)»                                  | 2025 | Le Sserafim | Hot                 | Так        | Так          | —     |